# Nelson Head
Nelson Head est un cap du Nord canadien dans les Territoires du Nord-Ouest.

## Géographie
Il s'agit du point le plus au sud de l'île Banks dans le golfe d'Amundsen. 

## Histoire
Nelson Head est un des lieux d'habitation ancestral des Kangiryuarmiut. 
Le cap a été nommé ainsi le 7 septembre 1850 par Robert McClure durant son expédition de recherche de John Franklin en hommage à Horatio Nelson. 